# 前普拉滕科格爾山

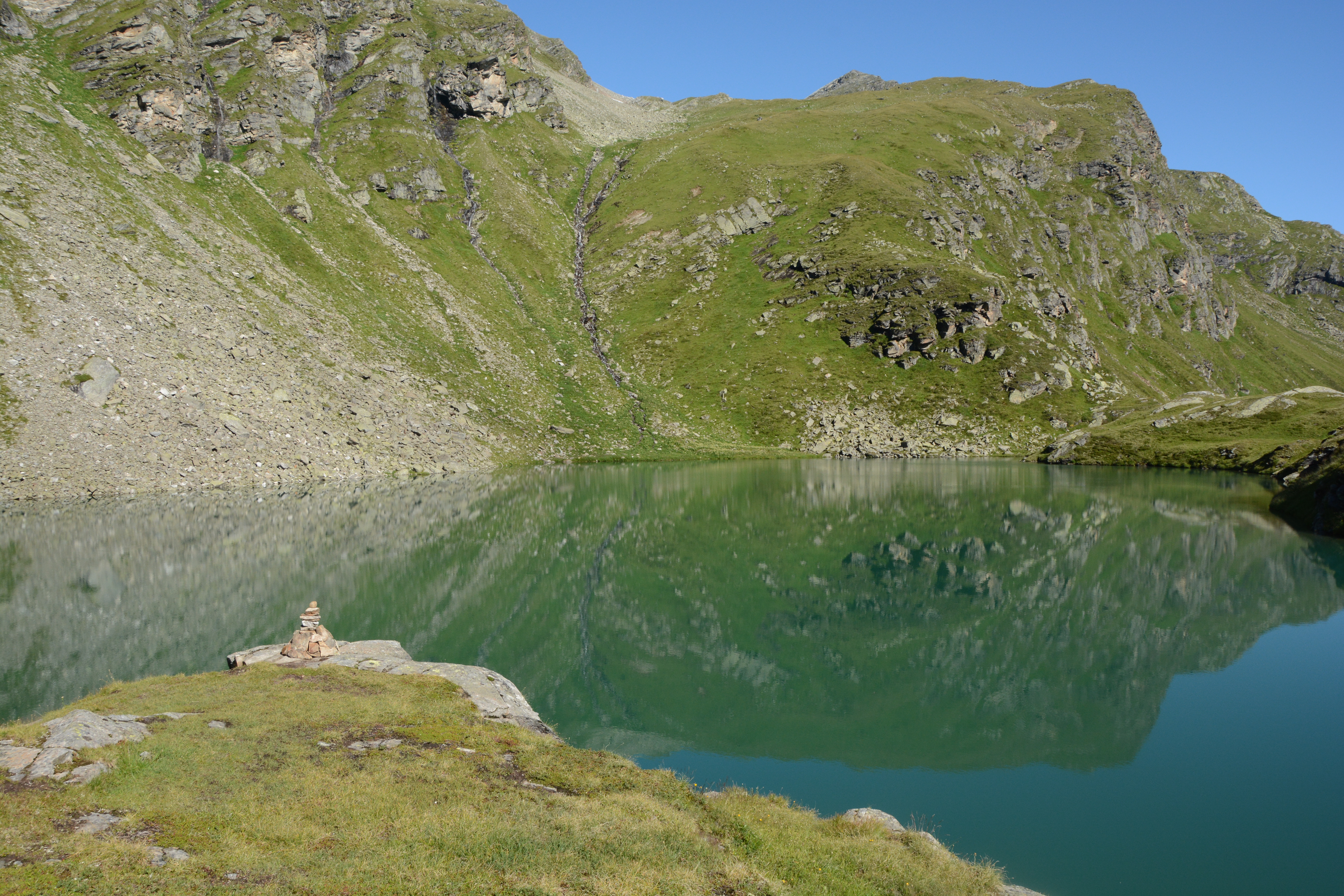

47°06′59″N 12°28′10″E / 47.116389°N 12.469444°E
前普拉滕科格爾山（德語：Vorderer Plattenkogel），是奧地利的山峰，位於該國西部，由蒂羅爾州負責管轄，屬於維內迪傑山脈的一部分，距離後普拉滕科格爾山0.6公里，海拔高度2,672米，每年平均降雨量2,073毫米。